# Фортуна (Мараньян)
Фортуна (порт. Fortuna) — муниципалитет в Бразилии, входит в штат Мараньян. Составная часть мезорегиона Центр штата Мараньян. Входит в экономико-статистический микрорегион Президенти-Дутра. Население составляет 15 098 человек на 2010 год. Занимает площадь 694,997 км². Плотность населения — 21,72 чел./км².

## Демография
Согласно сведениям, собранным в ходе переписи 2010 г. Национальным институтом географии и статистики (IBGE), население муниципалитета составляет:
| Полное население                               | Полное население                               | Полное население                               | Полное население                               | 15 098 |
| ---------------------------------------------- | ---------------------------------------------- | ---------------------------------------------- | ---------------------------------------------- | ------ |
| в том числе:                                   | Городское население                            | 9504                                           | Процент городского населения, %                | 62,95  |
|                                                | Сельское население                             | 5594                                           | Процент сельского населения, %                 | 37,05  |
|                                                | Мужское население                              | 7612                                           | Процент мужского населения, %                  | 50,42  |
|                                                | Женское население                              | 7486                                           | Процент женского населения, %                  | 49,58  |
| Плотность населения, чел/км²                   | Плотность населения, чел/км²                   | Плотность населения, чел/км²                   | Плотность населения, чел/км²                   | 21,72  |
| Население муниципалитета в % к населению штата | Население муниципалитета в % к населению штата | Население муниципалитета в % к населению штата | Население муниципалитета в % к населению штата | 0,23   |

По данным оценки 2016 года, население муниципалитета составляет 15 239 жителей.

## Статистика
- Валовой внутренний продукт на 2003 год составляет 25 542 797,00 реалов (данные: Бразильский институт географии и статистики).
- Валовой внутренний продукт на душу населения на 2003 год составляет 1798,03 реалов (данные: Бразильский институт географии и статистики).
- Индекс развития человеческого потенциала на 2000 год составляет 0,568 (данные: Программа развития ООН).